# Where Lights Are Low
Where Lights Are Low est un film américain réalisé par Colin Campbell, sorti en 1921.

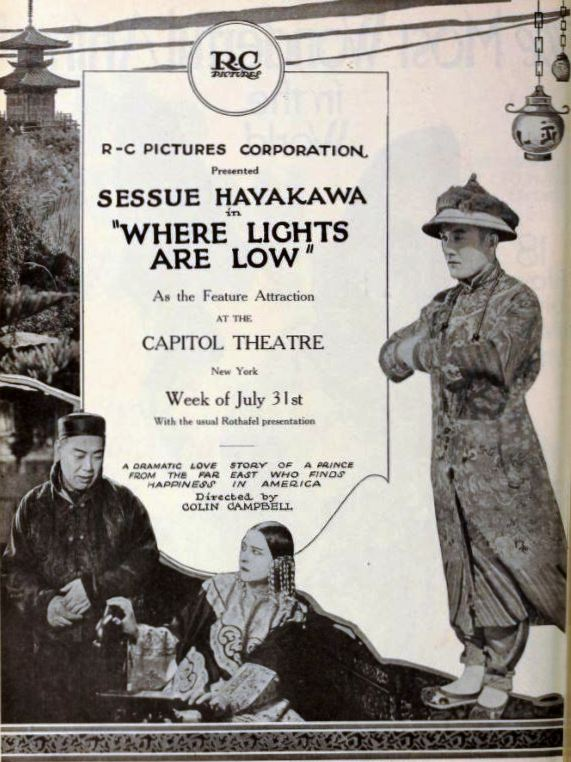
Annonce pour le film.

Il est produit par le japonais Sessue Hayakawa, qui y tient le premier rôle masculin.

## Synopsis
Un prince chinois est amoureux de Quan Yin, la fille d'un jardinier, mais son oncle à décidé qu’il devra se marier avec une fille d'une riche famille de mandarins. Avant de partir aux États-Unis pour y faire des études, il promet à Quan Yin qu'il reviendra la voir. Après avoir obtenu son diplôme universitaire, il assiste à une vente aux enchères d'esclaves dans le quartier chinois de San Francisco. Il découvre alors que Quan Yin est à vendre. Il n'a pas l'argent nécessaire, mais on lui donne trois ans pour réunir la somme.

## Fiche technique
- Réalisation : Colin Campbell[3]
- Scénario : Jack Cunningham
- Producteur : Sessue Hayakawa
- Photographie : Frank D. Williams
- Production : Haworth Studios
- Distributeur : Robertson-Cole Distributing Corporation
- Durée : 60 minutes
- Date de sortie : 4 septembre 1921

## Distribution
- Sessue Hayakawa : Tsu Wong Shih
- Tôgô Yamamoto : Chang Bong Lo
- Goro Kino : Tuang Fang
- Gloria Payton : Quan Yin
- Kiyosho Satow : Lang See Bow
- Misao Seki : Chung Wo Ho Kee
- Toyo Fujita : Wung
- Jay Eaton : 'Spud' Malone

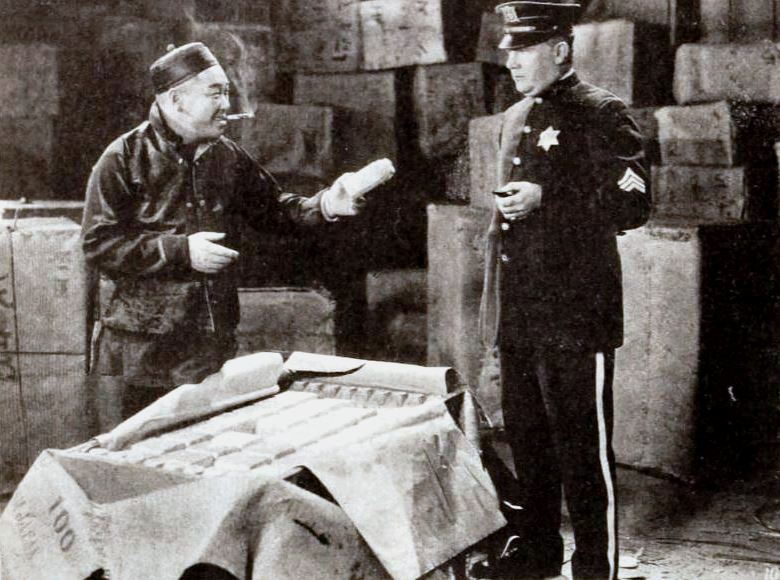
Une scène du film.

- Harold Holland : Sergent McConigle